# اليمن في الألعاب الأولمبية الصيفية للشباب 2010
شارك اليمن في دورة الألعاب الأولمبية الصيفية للشباب 2010، وهي الدورة الافتتاحية للألعاب الأولمبية للشباب، التي عقدت في سنغافورة من 14 إلى 26 أغسطس 2010.

## ألعاب القوى

### فتيان
أحداث المسار والطريق
| الرياضي      | الحدث              | التصفيات | التصفيات | النهائي | النهائي |
| الرياضي      | الحدث              | نتيجة    | ترتيب    | نتيجة   | ترتيب   |
| ------------ | ------------------ | -------- | -------- | ------- | ------- |
| محمد العميسي | 400 م حواجز فتيان  | 55.92    | 16       | 1:11.66 | 14      |
| وليد الايه   | 2000 م حواجز فتيان | 5:51.58  | 4        | 5:45.87 | 6       |

### فتيات
أحداث المسار والطريق
| الرياضي         | الحدث        | التصفيات | التصفيات | النهائي | النهائي |
| الرياضي         | الحدث        | نتيجة    | ترتيب    | نتيجة   | ترتيب   |
| --------------- | ------------ | -------- | -------- | ------- | ------- |
| بلقيس شرف الدين | 1000 م فتيات | 3:37.40  | 28       | 3:41.99 | 29      |

## الجودو
فردي
| الرياضي        | الحدث         | الدور 1       | الدور 2                              | الدور 3                                 | نصف النهائي   | النهائي       | ترتيب |
| الرياضي        | الحدث         | الخصم النتيجة | الخصم النتيجة                        | الخصم النتيجة                           | الخصم النتيجة | الخصم النتيجة | ترتيب |
| -------------- | ------------- | ------------- | ------------------------------------ | --------------------------------------- | ------------- | ------------- | ----- |
| عبدالرحمن عنتر | -55 كغم فتيان | BYE           | بيدرو ريفادولا (إسبانيا) خسر 000-100 | ملحق فابيو باسيلي (إيطاليا) خسر 000-111 | لم يتقدم      | لم يتقدم      | 9     |

فرق
| الفريق | الحدث      | الدور 1         | الدور 2              | نصف النهائي   | النهائي       | ترتيب |
| الفريق | الحدث      | الخصم النتيجة   | الخصم النتيجة        | الخصم النتيجة | الخصم النتيجة | ترتيب |
| --- | ---------- | --------------- | -------------------- | ------------- | ------------- | ----- |
| أوساكا سوثيا سام (كمبوديا) عبدالرحمن عنتر (اليمن) جينغ فانغ تانغ (سنغافورة) براندون أرندس (أروبا) لورا ناجينسكايت (ليتوانيا) أليكسيوس نتاناتسيديس (اليونان) ناتاليا كوبين (ألمانيا) برونو أبيل فيلالبا (الأرجنتين) | فريق مختلط | برشلونة فاز 5-3 | بلغراد خسر 4-4 (1-3) | لم يتقدم      | لم يتقدم      | 5     |

## السباحة
| الرياضي   | الحدث                | تصفيات  | تصفيات  | نصف النهائي | نصف النهائي | النهائي  | النهائي  |
| الرياضي   | الحدث                | زمن     | ترتيب   | زمن         | ترتيب       | زمن      | ترتيب    |
| --------- | -------------------- | ------- | ------- | ----------- | ----------- | -------- | -------- |
| عمار غانم | سباحة 50 م ظهر فتيان |         |         | 37.56       | 15          | لم يتقدم | لم يتقدم |
| عمار غانم | 100 م ظهر فتيان      | لم يبدأ | لم يبدأ | لم يتقدم    | لم يتقدم    | لم يتقدم | لم يتقدم |

## روابط خارجية
- قائمة المتنافسين: اليمن[وصلة مكسورة] - الموقع الرسمي لسنغافورة 2010